# BaH-Synagoge

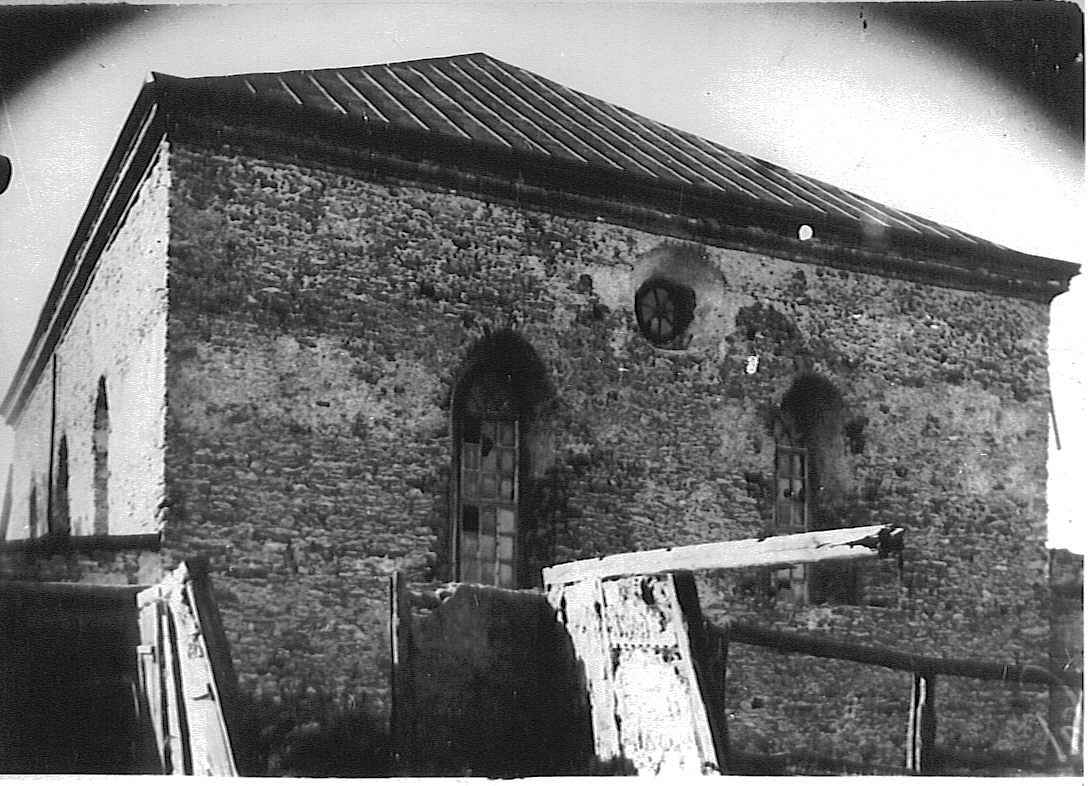
BaH-Synagoge 1935

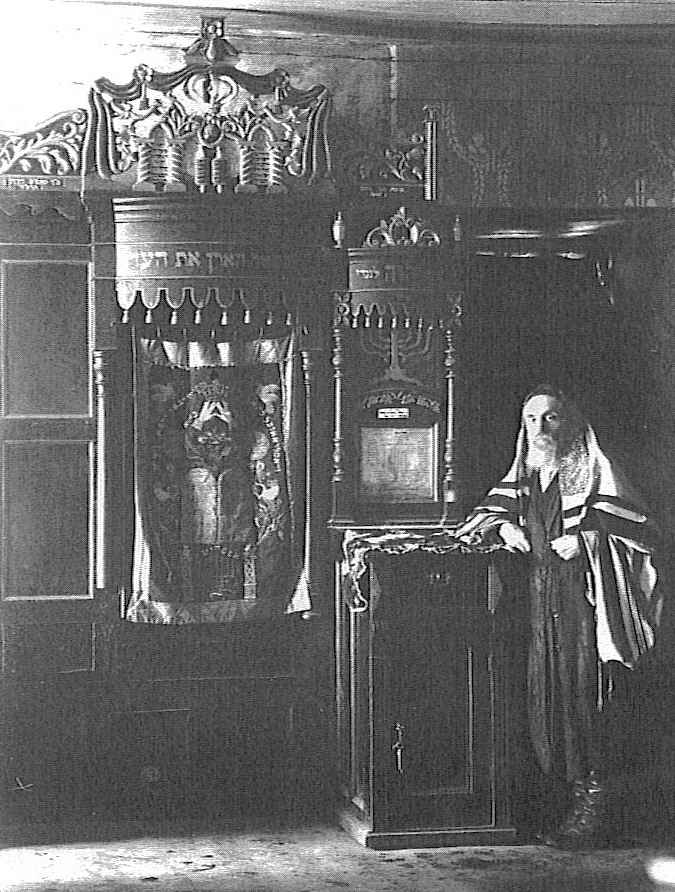
Im Inneren der Synagoge 1930

Von der BaH-Synagoge (ukrainisch БаХ-синагога BaCh-Synahoha) in Medschybisch in der ukrainischen Oblast Chmelnyzkyj existieren nur drei Fotos und auch sonst weiß man wenig über sie. Sie war auch als Alte Synagoge und Sirkes Schul bekannt.

## Geschichte
Die Synagoge wurde bereits vor 1612 gebaut. Der Name ergibt sich aus den Anfangsbuchstaben des Buches Bait Hadasch (Neues Haus, eigentlich hebräisch בית חדש bet chadasch) des Rabbis Joel Serkes, der auch unter dem Akronym BaH bekannt war. Die jüdische Gemeinde in Medschybisch war eine der ältesten auf dem Gebiet der heutigen Ukraine mit ersten urkundlichen Erwähnungen von 1509.
Die Synagoge wurde im Zweiten Weltkrieg von den deutschen Besatzern in Brand gesteckt. Die Überreste wurden 1950 abgetragen. Heute sind nur noch die freigelegten Grundmauern zu sehen.

## Architektur
Die Haupthalle war rechteckig und hatte eine hölzerne Decke. Sie war mit einem Walmdach bedeckt. An den (längeren) Nord- und Südseiten gab es jeweils drei hohe Spitzbogenfenster, sowie zwei an der Ostseite, wo sich zwischen diesen oben noch ein Rundfenster (Okulus) befand. Für die Westseite ist von Fenstern nichts bekannt.
Vermutlich war hier ein zweigeschossiger Anbau mit der Vorhalle und darüber die Empore mit dem Gebetsraum der Frauen. Man weiß nicht, ob dies ein ursprünglicher Bestandteil des Gebäudes oder ein späterer Anbau war.
Der auf einem Foto zu sehende Toraschrein stammte vermutlich aus dem späten 18ten oder frühen 19ten Jahrhundert.
Über die Bima ist nichts bekannt.